# 林仁愛
林 仁愛（はやし にいな、2011年6月10日 - ）は、日本の歌手、アイドル。女性アイドルグループJuice=Juiceのメンバー。
愛知県出身。アップフロントプロモーション所属。

## 略歴
2023年
- 「モーニング娘。25周年記念 オーディション 明日を作るのは君」に応募するが、落選。
- 3月28日、河野空愛・牧野永愛とともにハロプロ研修生に加入。

2024年
- 5月4日、『Hello! Project 研修生発表会 2024 〜春の公開実力診断テスト〜』にてこぶしファクトリー「念には念」（課題曲）・Juice=Juice「プラトニック・プラネット」（自由曲）を披露し、『ベストパフォーマンス賞』を受賞。
- 12月23日、ゲーム『メメントモリ』のキャラクターソング『ShyなDestiny』を林が担当したことが発表される（翌年8月5日より配信開始）。

2025年
- 5月11日、『Hello! Project 研修生発表会 2025 〜春の公開実力診断テスト〜』にて松浦亜弥 with 稲葉貴子「宇宙でLa Ta Ta」を披露し、『歌唱賞』（598票）を受賞。
- 6月23日に開催された『Juice=Juice Concert Tour 2025 Crimson×Azure Special』日本武道館公演で、新メンバーとしてJuice=Juiceに加入することが発表され、ファンにお披露目された。
- 10月8日、シングル『四の五の言わず颯(さっ)と別れてあげた/盛れ!ミ・アモーレ』でJuice=Juiceとしてメジャーデビュー予定。

## 人物
- メンバーカラーはブライトグリーン[7]。
- 血液型A型[1]。
- 趣味はミニチュア集め、ガチャガチャを回すこと[1]。
- 好きな音楽ジャンルはJ-POP[1]。
- 好きなスポーツはドッジボール[1]。
- 座右の銘は「やらぬ後悔よりやっちまった後悔がしたい」[1]。これはJuice=Juiceの楽曲「CHOICE & CHANCE」の歌詞である[9]。

## 作品

#### 配信シングル
|   | 発売日         | タイトル     | 規格品番  | 備考                                                        |
| - | -------------- | ------------ | --------- | ----------------------------------------------------------- |
| 1 | 2025年08月05日 | ShyなDestiny | UFDL-1563 | スマートフォン・PC向けRPG『メメントモリ』キャラクターソング |

## 出演

### コンサート
- メメントモリ 1st Live 〜The Singing of Laments〜（2025年10月25日、東京ガーデンシアター）

## 所属グループ・ユニット
- Juice=Juice（2025年 - ）